# Inverclyde (circonscription du Parlement britannique)
Pour l’article homonyme, voir Inverclyde.

Circonscription électorale d'Inverclyde

Inverclyde est une circonscription électorale britannique située en Écosse.